# Astrodia
Astrodia is een geslacht van slangsterren uit de familie Asteronychidae.

## Soorten
- Astrodia abyssicola (Lyman, 1879)
- Astrodia excavata (Lütken & Mortensen, 1899)
- Astrodia plana (Lütken & Mortensen, 1899)
- Astrodia tenuispina (Verrill, 1884)